# Liste der Kulturgüter in Rheinau ZH
Die Liste der Kulturgüter in Rheinau enthält alle Objekte in der Gemeinde Rheinau im Kanton Zürich, die gemäss der Haager Konvention zum Schutz von Kulturgut bei bewaffneten Konflikten, dem Bundesgesetz vom 20. Juni 2014 über den Schutz der Kulturgüter bei bewaffneten Konflikten sowie der Verordnung vom 29. Oktober 2014 über den Schutz der Kulturgüter bei bewaffneten Konflikten unter Schutz stehen.
Objekte der Kategorien A und B sind vollständig in der Liste enthalten, Objekte der Kategorie C fehlen zurzeit (Stand: 1. Januar 2023). Unter übrige Baudenkmäler sind weitere geschützte Objekte zu finden, die im Verzeichnis der Objekte von überkommunaler Bedeutung der kantonalen Denkmalpflege zu finden und nicht bereits in der Liste der Kulturgüter enthalten sind.

## Kulturgüter
| Foto | | Objekt                                                                           | Kat. | Typ | Standort                                         | Beschreibung |
| ---- | --- | -------------------------------------------------------------------------------- | ---- | --- | ------------------------------------------------ | --- |
| ja   | Datei hochladen · Wikidata zu Benediktinerkloster Rheinau, Schweiz (Q670448) | Ehemalige Benediktinerabtei KGS-Nr.: 07608                                       | A    | G   | Alt-Rheinau / Klosterinsel 687901 / 277500       | |
| ja   | Datei hochladen · Wikidata zu Strickboden, Köpferplatz, Teil der spätrömischen Rheinbefestigung (Q29574195) | Strickboden, Köpferplatz, Teil der spätrömischen Rheinbefestigung KGS-Nr.: 07615 | A    | F   | Ellikonerstrasse 687770 / 274750                 | |
| ja   | Datei hochladen · Wikidata zu Halbinsel / Insel, keltisches Oppidum / mittelalterliches/neuzeitliches Kloster / Stadt. Prähistorische Wall-Grabenanlage, wiedergenutzt als mittelalterliche Stadtbefestigung (Q29574186) | Halbinsel Rheinau KGS-Nr.: 09714                                                 | A    | F   | 687720 / 277850                                  | Umfasst archäologische Fundstellen der bronzezeitlichen Siedlung, des keltischen Oppidum und der mittelalterlich-neuzeitlichen Stadt mit Kloster. |
| ja   | Datei hochladen · Wikidata zu Mannhausen, Teil der spätrömischen Rheinbefestigung (Q29574190) | Mannhausen, Teil der spätrömischen Rheinbefestigung KGS-Nr.: 11677               | A    | F   | 689560 / 278070                                  | |
| BW   | Datei hochladen · Wikidata zu Isenbuck, frühmittelalterliche Siedlung (Q29933024) | Isenbuck, frühmittelalterliche Siedlung KGS-Nr.: 12658                           | A    | F   | Schaffhauserstrasse 689686 / 277310              | |
| ja   | Datei hochladen · Wikidata zu Wohnhaus Wellenberg'sches Haus (Q29933019) | Wellenberg’sches Haus KGS-Nr.: 07610                                             | B    | G   | Poststrasse 12 687589 / 277743                   | |
| ja   | Datei hochladen · Wikidata zu Waldkirch'sches Haus, reformiertes Pfarrhaus (Q107667762) | Waldkirch’sches Haus, reformiertes Pfarrhaus KGS-Nr.: 07613                      | B    | G   | Poststrasse 6 687654 / 277780                    | |
| ja   | Datei hochladen · Wikidata zu Stadtbefestigung (Q29933026) | Stadtbefestigung KGS-Nr.: 10335                                                  | B    | G   | Am Stadtgraben 8 687200 / 277100                 | |
| ja   | Datei hochladen · Wikidata zu Gesellschaftshaus zur Stube (Q29933018) | Gesellschaftshaus zur Stube KGS-Nr.: 12655                                       | B    | G   | Schulstrasse 6 687412 / 277734                   | |
| ja   | Datei hochladen · Wikidata zu Katholisches Pfarrhaus (Mandachsches Haus) mit Waschhaus (Q29933021) | Katholisches Pfarrhaus (Mandachsches Haus) mit Waschhaus KGS-Nr.: 12656          | B    | G   | Untere Steig 2 687693 / 277770                   | |
| ja   | Datei hochladen · Wikidata zu Bergkirche St. Nikolaus Rheinau ZH (Q20012586) | Paritätische Kirche St. Nikolaus, sogenannte Bergkirche KGS-Nr.: 12657           | B    | G   | Schulstrasse 1a 687526 / 277684                  | |
| ja   | Datei hochladen · Wikidata zu Wirtschaft zum Buck (Q29933028) | Wirtschaft zum Buck KGS-Nr.: 12659                                               | B    | G   | Buckstrasse 1 / Alter Schulweg 1 687727 / 277825 | |
| ja   | Datei hochladen · Wikidata zu Rheinbrücke Rheinau–Altenburg (Q2147602) | Gedeckte Holzbrücke (Zollbrücke) mit Nepomukstatue KGS-Nr.: 16605                | B    | G   | bei Zollstrasse 18 687488 / 278087               | |
| ja   | Datei hochladen | Klinik Neu-Rheinau mit Nebenbauten und Pavillonanlage mit Park KGS-Nr.: 16606    | B    | G   | Alleestrasse 60–94 687822 / 276756               | |

## Übrige Baudenkmäler
| ID               | Foto |                                                                                  | Objekt                                                          | Kat.    | Typ | Standort                           | Beschreibung            |
| ---------------- | ---- | -------------------------------------------------------------------------------- | --------------------------------------------------------------- | ------- | --- | ---------------------------------- | ----------------------- |
| 03800004         |      | Datei hochladen                                                                  | Ehemaliges Bauernhaus                                           | B reg.  | G   | Rheingasse 9 687878 / 277699       |                         |
| 03800019         |      | Datei hochladen                                                                  | Wohnhaus                                                        | C       | G   | Alter Schulweg 15 687845 / 277870  |                         |
| 03800030         | ja   | Datei hochladen                                                                  | Ehemaliges Bauernhaus                                           | C       | G   | Austrasse 2 687610 / 277830        |                         |
| 03800043         |      | Datei hochladen                                                                  | Gasthaus zum Salmen                                             | B kant. | G   | Zollstrasse 18 687548 / 278073     |                         |
| 03800044         |      | Datei hochladen                                                                  | Ehemaliges Korn- und Salzhaus                                   | B kant. | G   | Sandackerstrasse 2 687561 / 278102 |                         |
| 03800049         |      | Datei hochladen                                                                  | Wirts- und Wohnhaus zum Hirschen, Hausteil 2                    | B reg.  | G   | Sandackerstrasse 3 687535 / 278129 |                         |
| 03800050         |      | Datei hochladen                                                                  | Wirts- und Wohnhaus zum Hirschen, Hausteil 1                    | B reg.  | G   | Sandackerstrasse 1 687531 / 278106 |                         |
| 03800056         | ja   | Datei hochladen                                                                  | Ehemaliges Gasthaus zum Ochsen                                  | B reg.  | G   | Ochsengasse 9 687574 / 277820      |                         |
| 03800057         | ja   | Datei hochladen                                                                  | Wohnhaus, Hausteil 1                                            | C       | G   | Ochsengasse 7a 687586 / 277811     |                         |
| 03800064         | ja   | Datei hochladen                                                                  | Wohnhaus                                                        | C       | G   | Poststrasse 10 687611 / 277749     |                         |
| 03800108         |      | Datei hochladen                                                                  | Ehemaliges Bauernhaus                                           | C       | G   | Poststrasse 39 687302 / 277484     |                         |
| 03800115         | ja   | Datei hochladen                                                                  | Primarschulhaus                                                 | C       | G   | Schulstrasse 13 687399 / 277585    |                         |
| 03800130         |      | Datei hochladen                                                                  | Wohnhaus                                                        | B reg.  | G   | Poststrasse 5 687679 / 277755      |                         |
| 03800134         | ja   | Datei hochladen                                                                  | Kloster Rheinau, Knechtenhaus / Wagnerei / Küferei              | B kant. | G   | Alt-Rheinau 33 687800 / 277652     |                         |
| 03800147         | ja   | Datei hochladen                                                                  | Kloster Rheinau, Klosterplatzscheune                            | B kant. | G   | Alt-Rheinau 34 687769 / 277628     |                         |
| 03800150         | ja   | Datei hochladen                                                                  | Kloster Rheinau, Frauengasthaus / Staatskeller                  | B kant. | G   | Alt-Rheinau 30/32 687861 / 277651  |                         |
| 03800152         | ja   | Datei hochladen                                                                  | Kloster Rheinau, Gärtnerhaus mit Anbau                          | B kant. | G   | Alt-Rheinau 32a 687872 / 277675    |                         |
| 03800153         | ja   | Datei hochladen                                                                  | Kloster Rheinau, Gartenpavillon                                 | B kant. | G   | Alt-Rheinau 30a 687903 / 277651    |                         |
| 03800155         |      | Datei hochladen                                                                  | Kloster Rheinau, Gartenhaus                                     | B kant. | G   | Alt-Rheinau 19 687727 / 277497     |                         |
| 03800157         | ja   | Datei hochladen                                                                  | Kloster Rheinau, Gartenhaus                                     | B kant. | G   | Alt-Rheinau 20 687764 / 277466     |                         |
| 03800159         | ja   | Datei hochladen                                                                  | Kloster Rheinau, Männerzellenbau                                | B kant. | G   | Alt-Rheinau 1 687767 / 277502      |                         |
| 03800160         | ja   | Datei hochladen                                                                  | Kloster Rheinau, ehemaliges Mühlesaalgebäude                    | B kant. | G   | Alt-Rheinau 2 687789 / 277481      |                         |
| 03800161         | ja   | Datei hochladen                                                                  | Kloster Rheinau, ehemaliges Männergasthaus                      | B kant. | G   | Alt-Rheinau 3 687830 / 277465      |                         |
| 03800162         | ja   | Datei hochladen                                                                  | Kloster Rheinau, Konventgebäude Westflügel / Abtei              | B kant. | G   | Alt-Rheinau 5 687867 / 277483      |                         |
| 03800164         | ja   | Datei hochladen                                                                  | Kloster Rheinau, Konventgebäude Südflügel                       | B kant. | G   | Alt-Rheinau 8 687907 / 277467      |                         |
| 03800165         | ja   | Datei hochladen                                                                  | Kloster Rheinau, Konventgebäude Ostflügel                       | B kant. | G   | Spitzwiese 10 687944 / 277504      |                         |
| 03800166         | ja   | Datei hochladen                                                                  | Kloster Rheinau, Konventgebäude / Bibliothek                    | B kant. | G   | Alt-Rheinau 13 687938 / 277552     |                         |
| 03800167         | ja   | Datei hochladen                                                                  | Kloster Rheinau, Konventgebäude Nordflügel / Sakristei          | B kant. | G   | Alt-Rheinau 12 687922 / 277523     |                         |
| 03800171         | ja   | Datei hochladen                                                                  | Kloster Rheinau, ehemalige Klosterkirche St. Maria              | B kant. | G   | Alt-Rheinau 687873 / 277517        |                         |
| 038GARTEN00171   | ja   | Datei hochladen                                                                  | Kloster Rheinau, Klostergarten                                  | B kant. | G   | Alt-Rheinau 688002 / 277524        |                         |
| 03800172         |      | Datei hochladen                                                                  | Kloster Rheinau, Verbindungsflügel zum Kreuzgang                | B kant. | G   | Alt-Rheinau 7 687886 / 277498      |                         |
| 03800176         | ja   | Datei hochladen · Wikidata zu Spitzkirche St. Magdalena (Rheinau ZH) (Q20012584) | Kloster Rheinau, Spitzkirche (Magdalenenkapelle)                | B kant. | G   | Klosterinsel 21 688137 / 277557    |                         |
| 03800181         |      | Datei hochladen                                                                  | Psychiatrische Klinik Neu-Rheinau, Patientenpavillon Blumenau   | B reg.  | G   | Neu-Rheinau 60 687745 / 276707     |                         |
| 03800182         | ja   | Datei hochladen                                                                  | Psychiatrische Klinik Neu-Rheinau, Patientengebäude Grünau      | B reg.  | G   | Neu-Rheinau 62 687887 / 276692     |                         |
| 03800183         | ja   | Datei hochladen                                                                  | Psychiatrische Klinik Neu-Rheinau, Patientengebäude Rosengarten | B reg.  | G   | Neu-Rheinau 70 687687 / 276642     |                         |
| 03800184         | ja   | Datei hochladen                                                                  | Psychiatrische Klinik Neu-Rheinau, Patientengebäude Stockacker  | B reg.  | G   | Neu-Rheinau 76 687936 / 276624     |                         |
| 03800187         |      | Datei hochladen                                                                  | Psychiatrische Klinik Neu-Rheinau, Stallscheune                 | B reg.  | G   | Neu-Rheinau 106 688514 / 276646    |                         |
| 03800196         |      | Datei hochladen                                                                  | Kloster Rheinau, Pumpenhaus / Wasserreservoir                   | B reg.  | G   | Rheingasse 96 688192 / 277697      |                         |
| 03800197         | ja   | Datei hochladen                                                                  | Kloster Rheinau, Wasserreservoir Korb                           | B reg.  | G   | Schulstrasse 96a 687425 / 277562   |                         |
| 03800207         |      | Datei hochladen                                                                  | Psychiatrische Klinik Neu-Rheinau, Patientengebäude Solboden    | B reg.  | G   | Neu-Rheinau 86 687900 / 276542     |                         |
| 03800208         | ja   | Datei hochladen                                                                  | Psychiatrische Klinik Neu-Rheinau, Wirtschaftsgebäude           | B reg.  | G   | Neu-Rheinau 90 687803 / 276517     |                         |
| 03800209         | ja   | Datei hochladen                                                                  | Psychiatrische Klinik Neu-Rheinau, Patientengebäude Tugstein    | B reg.  | G   | Neu-Rheinau 80 687711 / 276554     |                         |
| 03800227         | ja   | Datei hochladen                                                                  | Psychiatrische Klinik Neu-Rheinau, Personalhaus mit Remise      | B reg.  | G   | Neu-Rheinau 93 687762 / 276498     |                         |
| 03800232         | ja   | Datei hochladen                                                                  | Personalwohnhaus I, Hausteil 1                                  | B reg.  | G   | Poststrasse 43 687287 / 277452     | Im Bild Hausteil rechts |
| 03800233         | ja   | Datei hochladen                                                                  | Personalwohnhaus I, Hausteil 2                                  | B reg.  | G   | Poststrasse 45 687280 / 277438     | Im Bild Hausteil links  |
| 03800236         |      | Datei hochladen                                                                  | Psychiatrische Klinik Neu-Rheinau, Garage                       | B reg.  | G   | Neu-Rheinau 61A 687786 / 276771    |                         |
| 03800237         | ja   | Datei hochladen                                                                  | Kloster Rheinau, Rundturm Nord                                  | B kant. | G   | Spitzwiese 688065 / 277548         |                         |
| 03800240         |      | Datei hochladen                                                                  | Psychiatrische Klinik Neu-Rheinau, Leichenhaus                  | B reg.  | G   | Neu-Rheinau 94 688023 / 276493     |                         |
| 03800241         | ja   | Datei hochladen                                                                  | Personalwohnhaus II, Hausteil 1                                 | B reg.  | G   | Poststrasse 53 687258 / 277342     | Im Bild Hausteil rechts |
| 03800242         | ja   | Datei hochladen                                                                  | Personalwohnhaus II, Hausteil 2                                 | B reg.  | G   | Poststrasse 55 687256 / 277328     | Im Bild Hausteil links  |
| 03800246         | ja   | Datei hochladen                                                                  | Personalwohnhaus III, Wohnhaus                                  | B reg.  | G   | Poststrasse 73 687290 / 277143     |                         |
| 03800260         | ja   | Datei hochladen                                                                  | Kloster Rheinau, Rundturm Süd                                   | B kant. | G   | Alt-Rheinau 688078 / 277514        |                         |
| 03800273         | ja   | Datei hochladen                                                                  | Psychiatrische Klinik Neu-Rheinau, Casino mit Saal              | B reg.  | G   | Neu-Rheinau 75 687808 / 276585     |                         |
| 03800298         | ja   | Datei hochladen                                                                  | Kloster Rheinau, Portierhaus / ehemalige Pfisterei              | B kant. | G   | Alt-Rheinau 17 687805 / 277527     |                         |
| 03800411         | ja   | Datei hochladen                                                                  | Kraftwerk Rheinau, Maschinenhaus                                | B kant. | G   | Korbstrasse 687401 / 277122        |                         |
| 038BRUNNEN00001  | ja   | Datei hochladen                                                                  | Kloster Rheinau, Klosterhofbrunnen (Marienbrunnen)              | B kant. | K   | 687826 / 277490                    |                         |
| 038STAUWEHR00411 | ja   | Datei hochladen                                                                  | Kraftwerk Rheinau, Stauwehr                                     | B reg.  | G   | 687520 / 277157                    |                         |
| 038ZUSA00134     | ja   | Datei hochladen                                                                  | Kloster Rheinau, ehemaliges Metzgereigebäude                    | B kant. | G   | Alt-Rheinau 35 687786 / 277668     |                         |

Legende: Im Wesentlichen siehe Legende der Liste der Kulturgüter von nationaler und regionaler Bedeutung, mit folgenden Ausnahmen:
- Anstelle der KGS-Nummer wird als Objekt-Identifikator (ID) die Inventarnummer im Verzeichnis der Objekte von überkommunaler Bedeutung des kantonalen Denkmalschutzamtes verwendet.
- Bei den Kategorien wird wie folgt unterschieden: B kant. = Objekt von kantonaler Bedeutung (Kanton Zürich); B reg. = Objekt von regionaler Bedeutung (Kanton Zürich).